# 初级-1型滑翔机

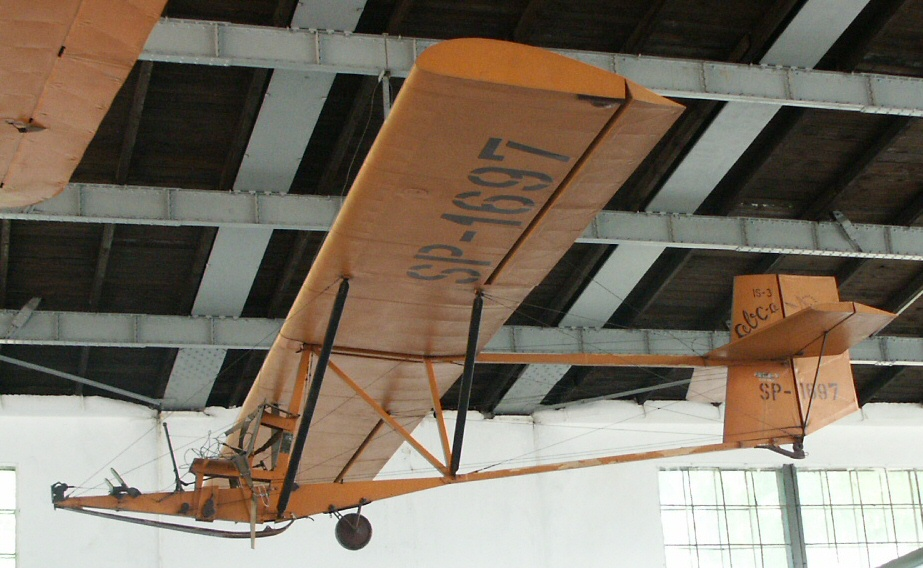
波兰航空博物馆的IS-3 ABC-A型初级滑翔机

初级-1型是一种初级教练滑翔机，为沈阳滑翔机制造厂组装制造的波兰IS-3 ABC型初级滑翔机。

## 原型
IS-3 ABC是波兰Instytucie Szybownictwa滑翔机研究院（IS）自1946年开始设计供航空体育使用的一种初级教练滑翔机。采用简单木制结构，上单翼正常布局，机翼和机身之间有张线。第一架原型机于1948年1月1日左右首飞成功，后经过少量修改后投入生产，正式生产后的型号为IS-3 ABC-bis。后来又产生了改进型IS-3 ABC-ter，主要改进为增加了风挡和机身也有相应修改。1955年，开始生产最新改进型ABC-A。

## 中国生产
1956年，中国从波兰进口了50架IS-3 ABC-A型滑翔机，作为滑翔飞行训练机型，波兰也派出专家来中国协助建立沈阳滑翔机制造厂。这批滑翔机还针对中国学员的身材进行了修改，以适应中国学员较小的体型。用于仿制的图纸也因此进行了小改，但试飞表明，修改并没有太大意义。沈阳滑翔机制造厂采用波兰原材料和国产木材一共生产了718架初级-1型/IS-3 ABC-A滑翔机。

## 参数
| 指标           | 数值               |
| -------------- | ------------------ |
| 类型           | 初级滑翔机         |
| 乘员           | 1 人               |
| 翼展           | 9 米               |
| 长度           | 6.27 米            |
| 高度           | 1.72 米            |
| 机翼面积       | 13.5 平方米        |
| 翼型           | Peyret 16％        |
| 空重           | 105 公斤           |
| 最大起飞重量   | 185 公斤           |
| 动力装置       | 无                 |
| 最大平飞速度   | 135 千米/小时      |
| 失速速度       | 45 千米/小时       |
| 滑翔比（最大） | 9.2（53千米/小时） |
| 下沉率         | 1.5米/秒           |

1. 1 2 3 4  魏, 钢; 陈, 应明; 张, 维. . 中国 北京: 航空工业出版社. 2011  [2015-05-23]. ISBN 9787802438231. （原始内容存档于2016-03-04）.